# Algajola
Algajola är en kommun i departementet Haute-Corse på ön Korsika i Frankrike. Kommunen ligger i kantonen Belgodère som tillhör arrondissementet Calvi. År 2022 hade Algajola 368 invånare.

## Befolkningsutveckling
Antalet invånare i kommunen Algajola
Referens:INSEE

## Galleri

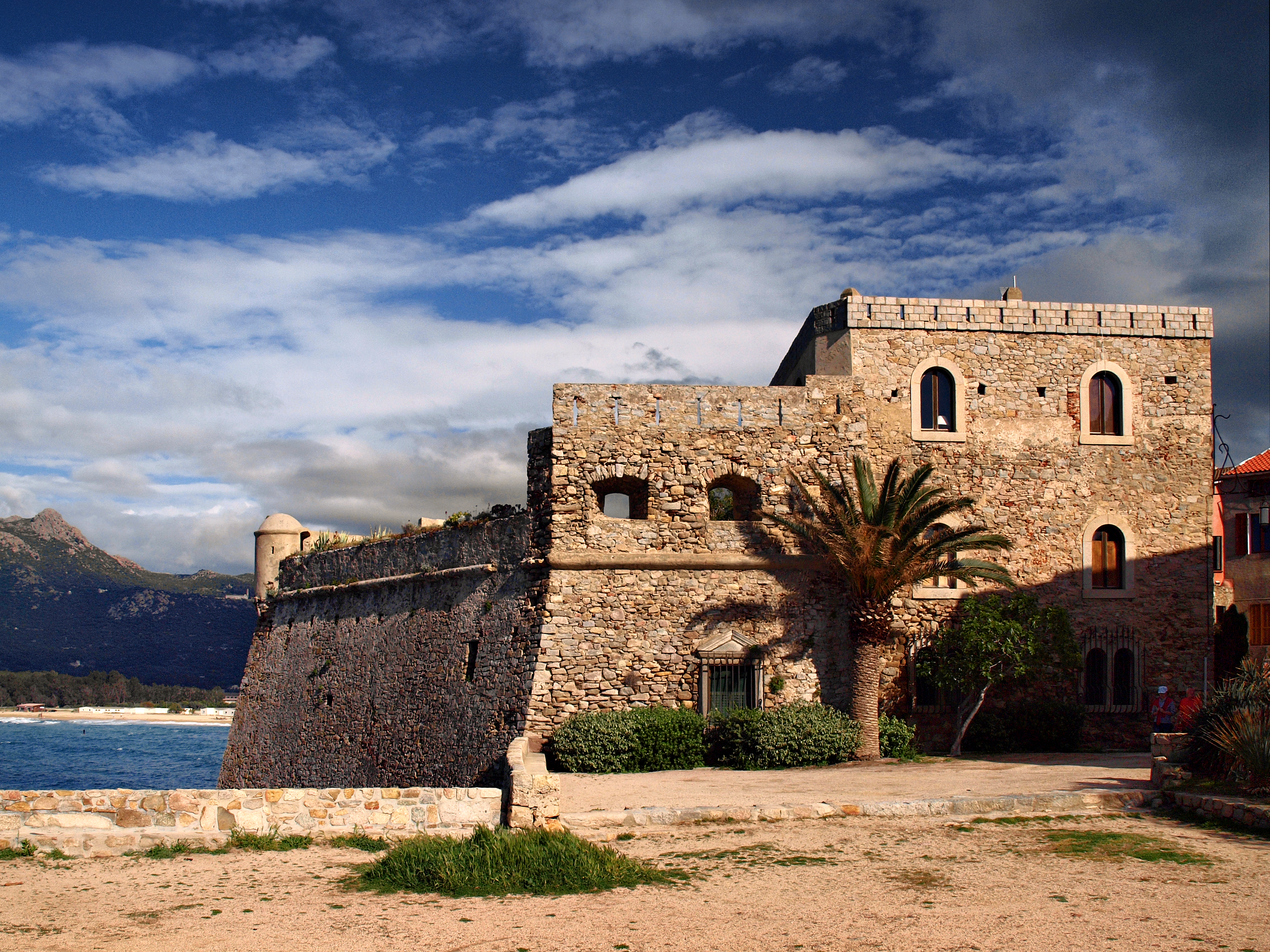
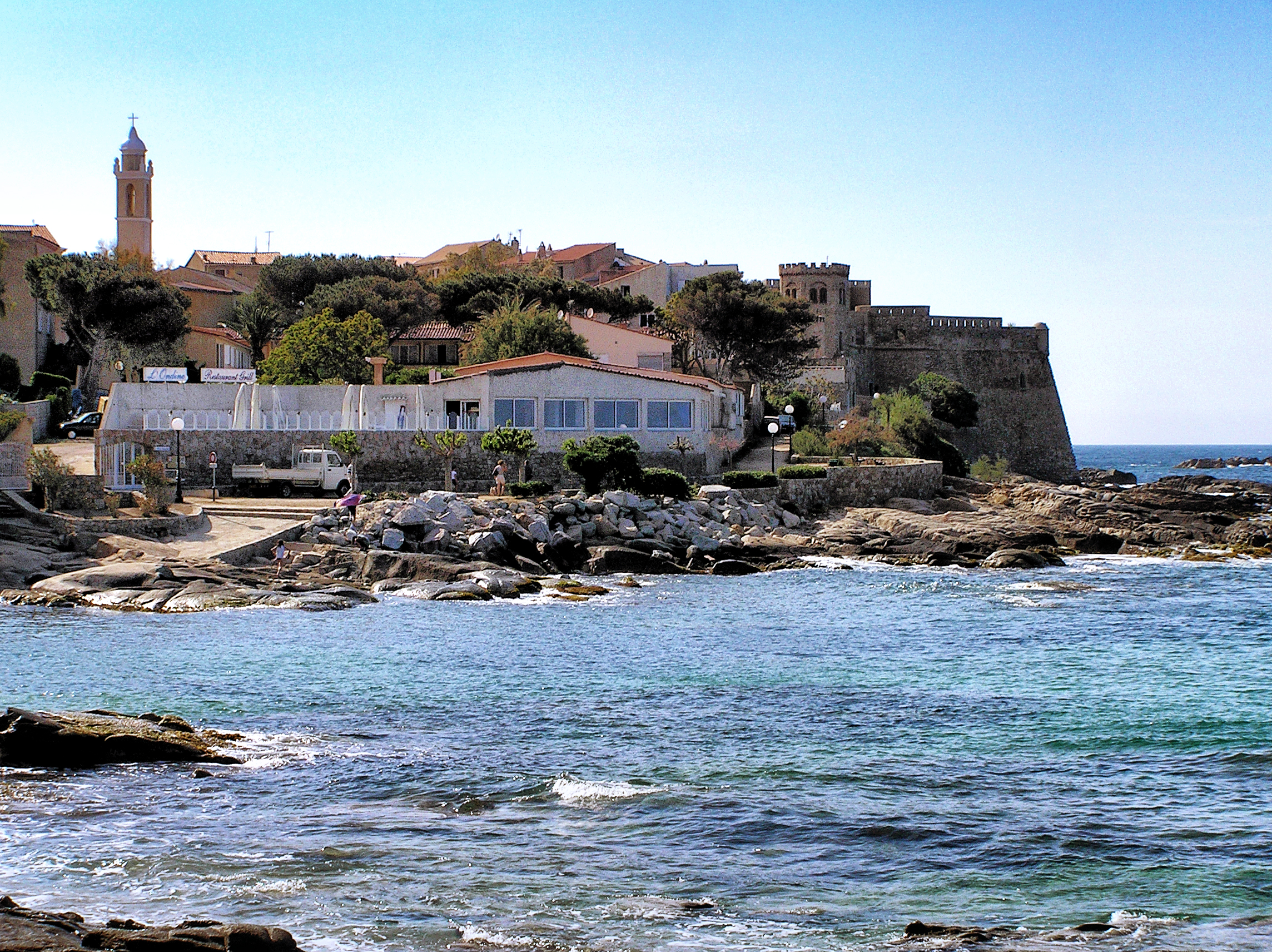
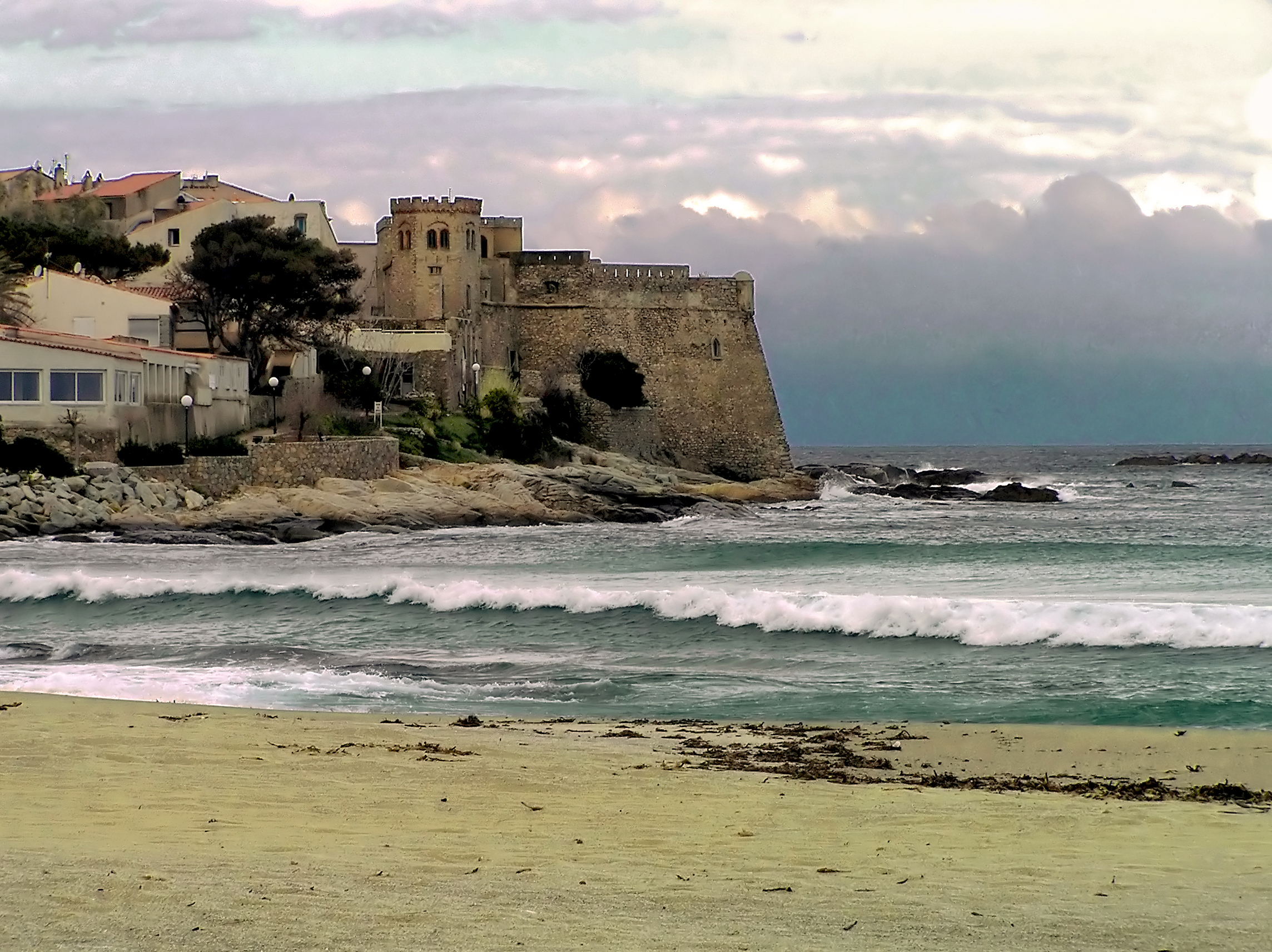
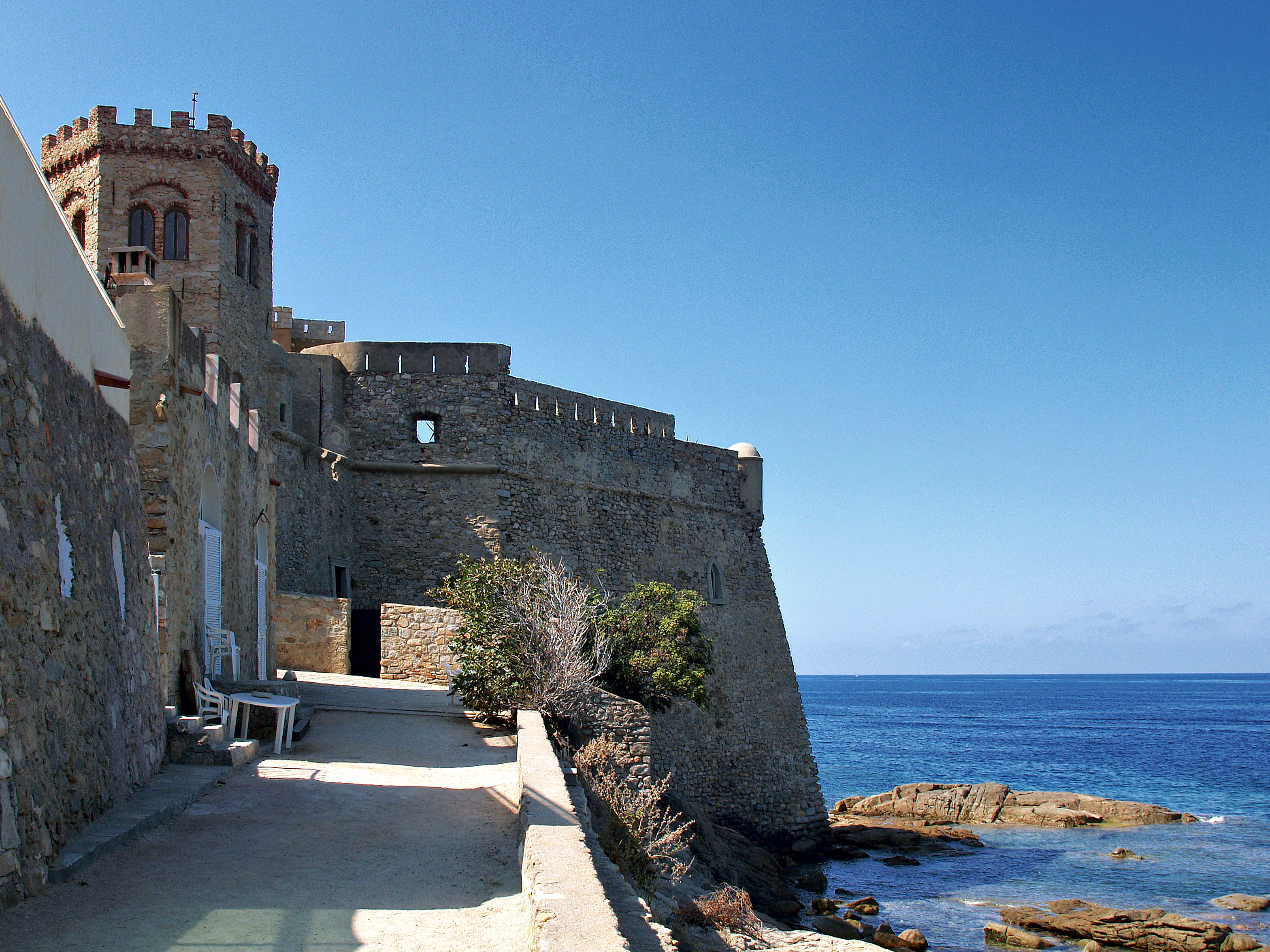
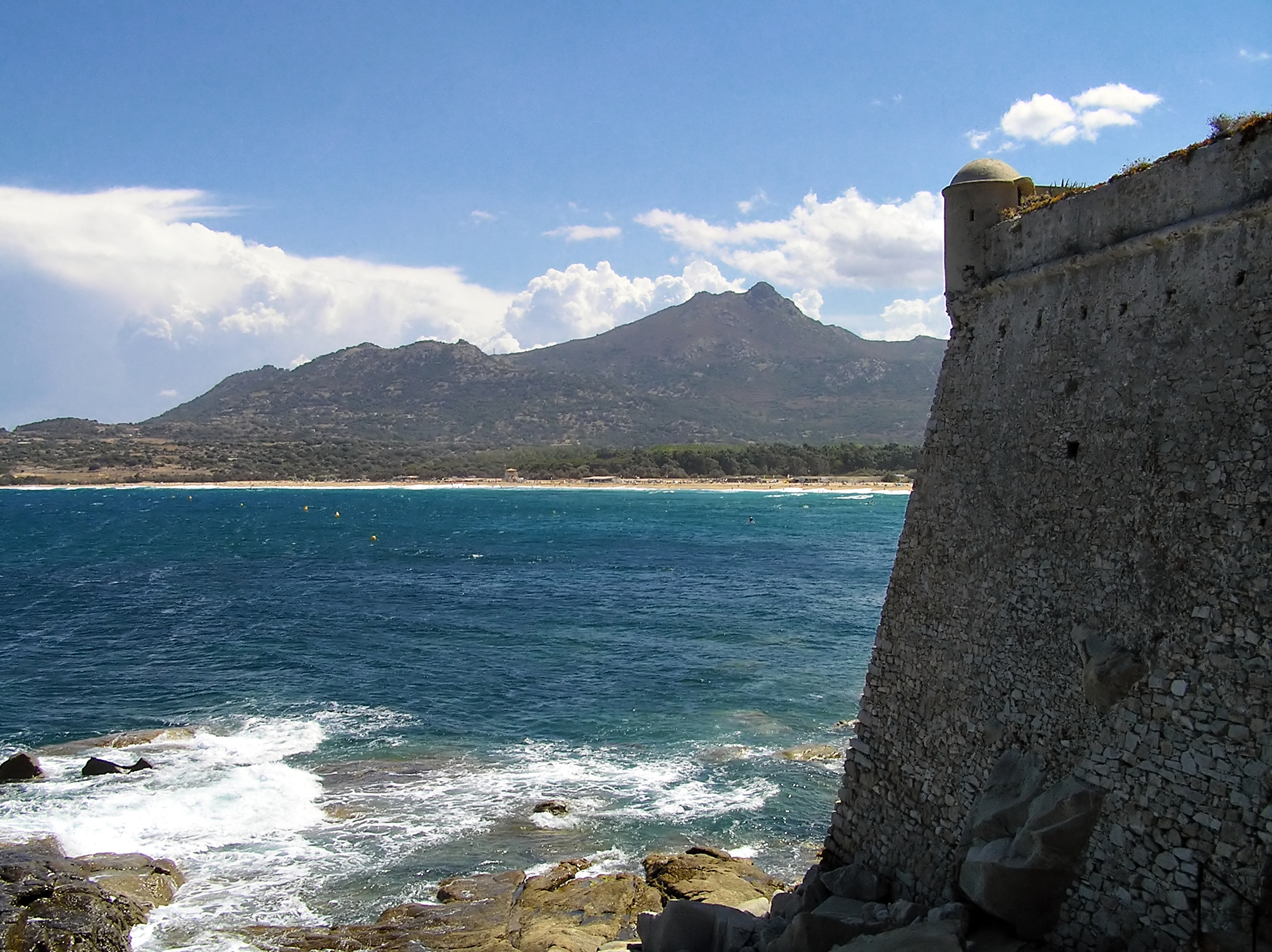
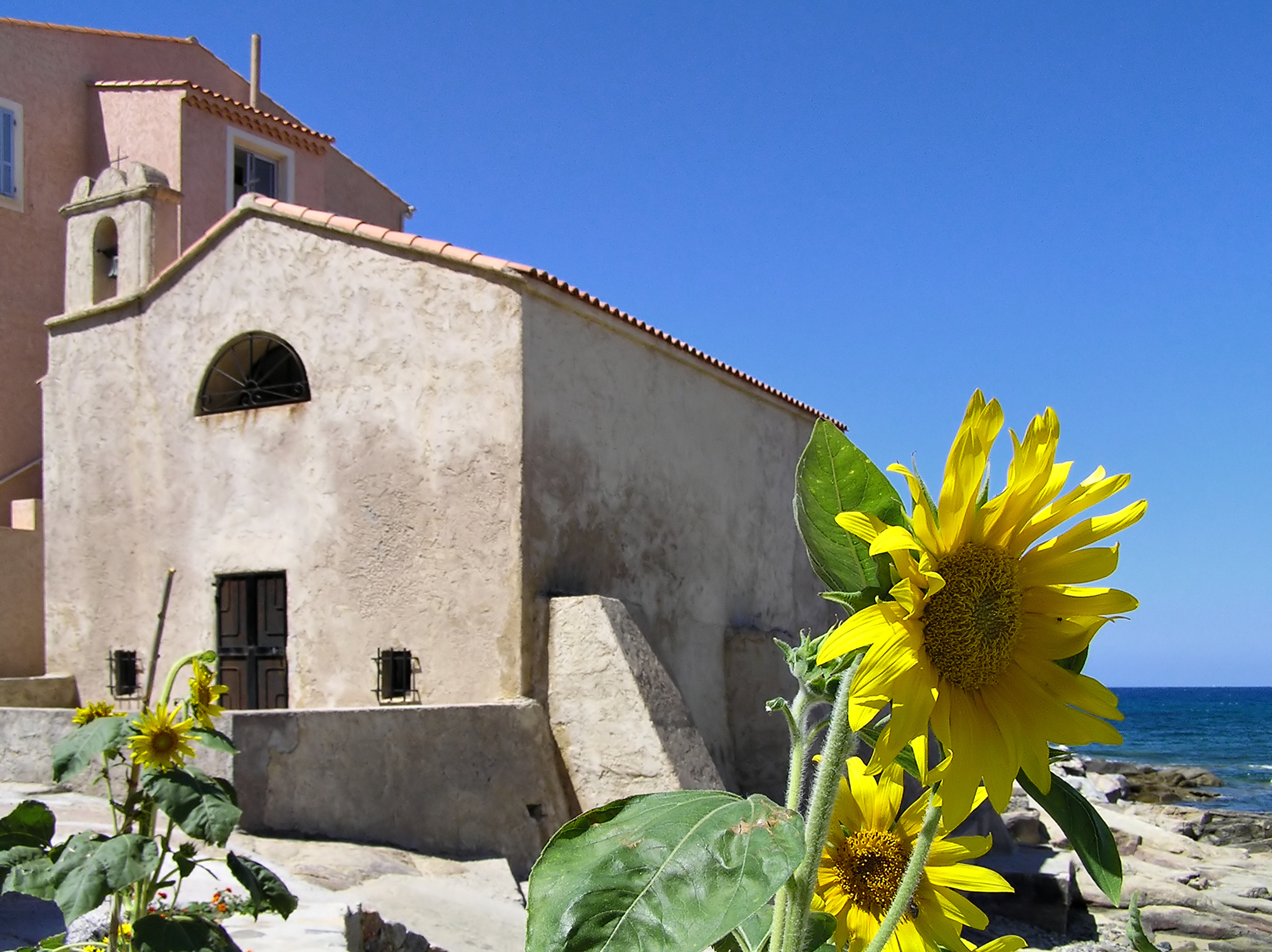
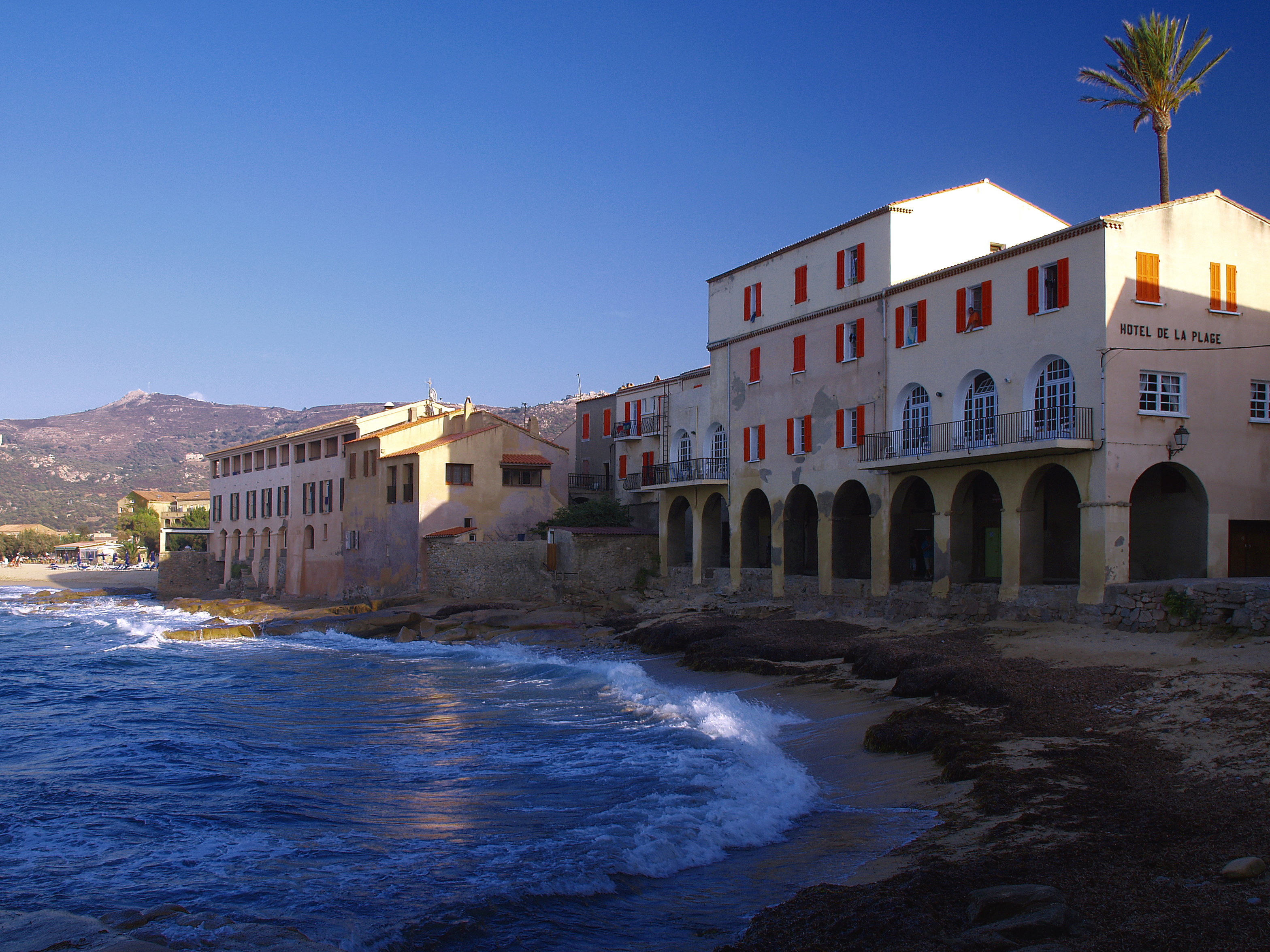
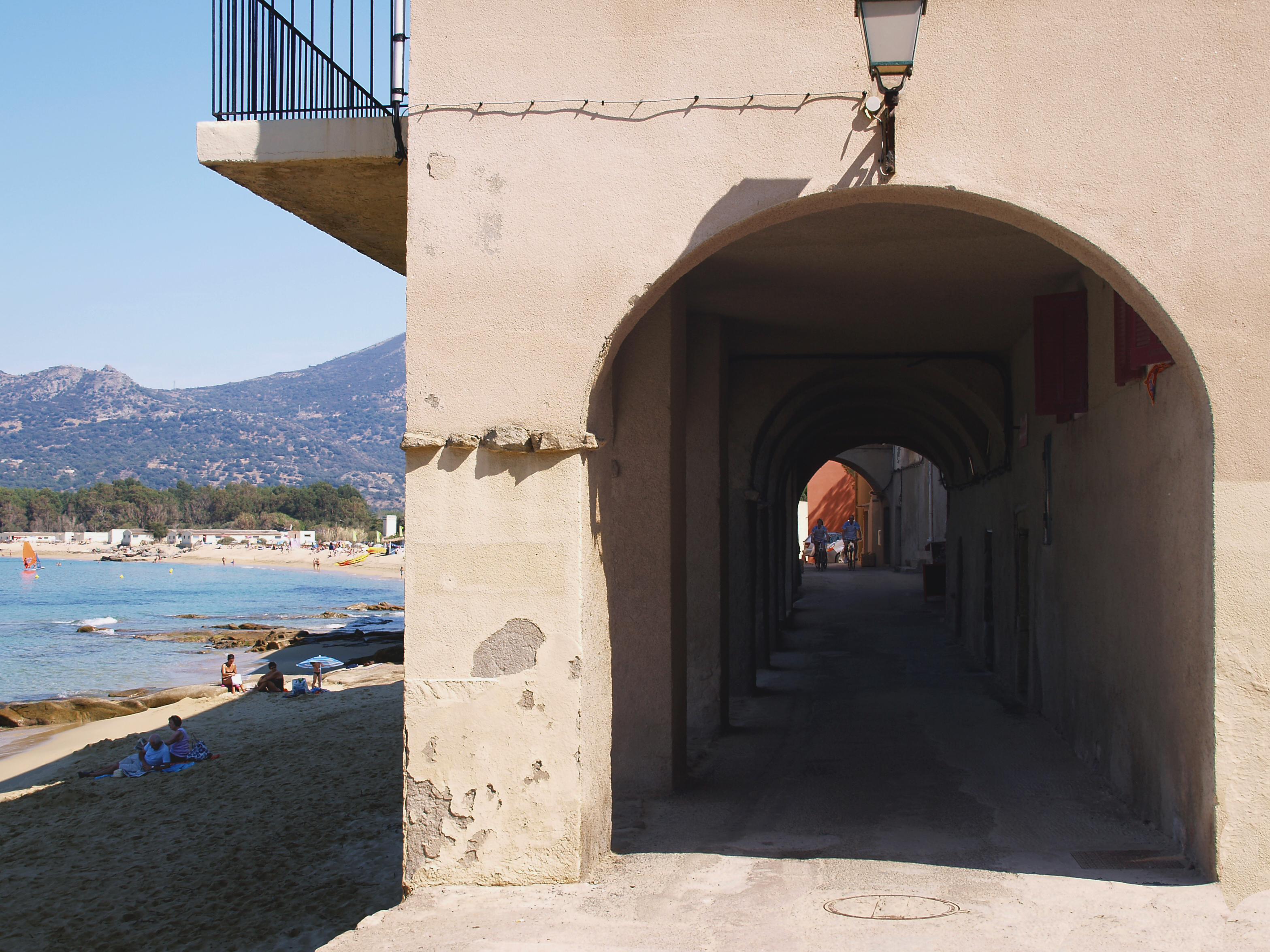
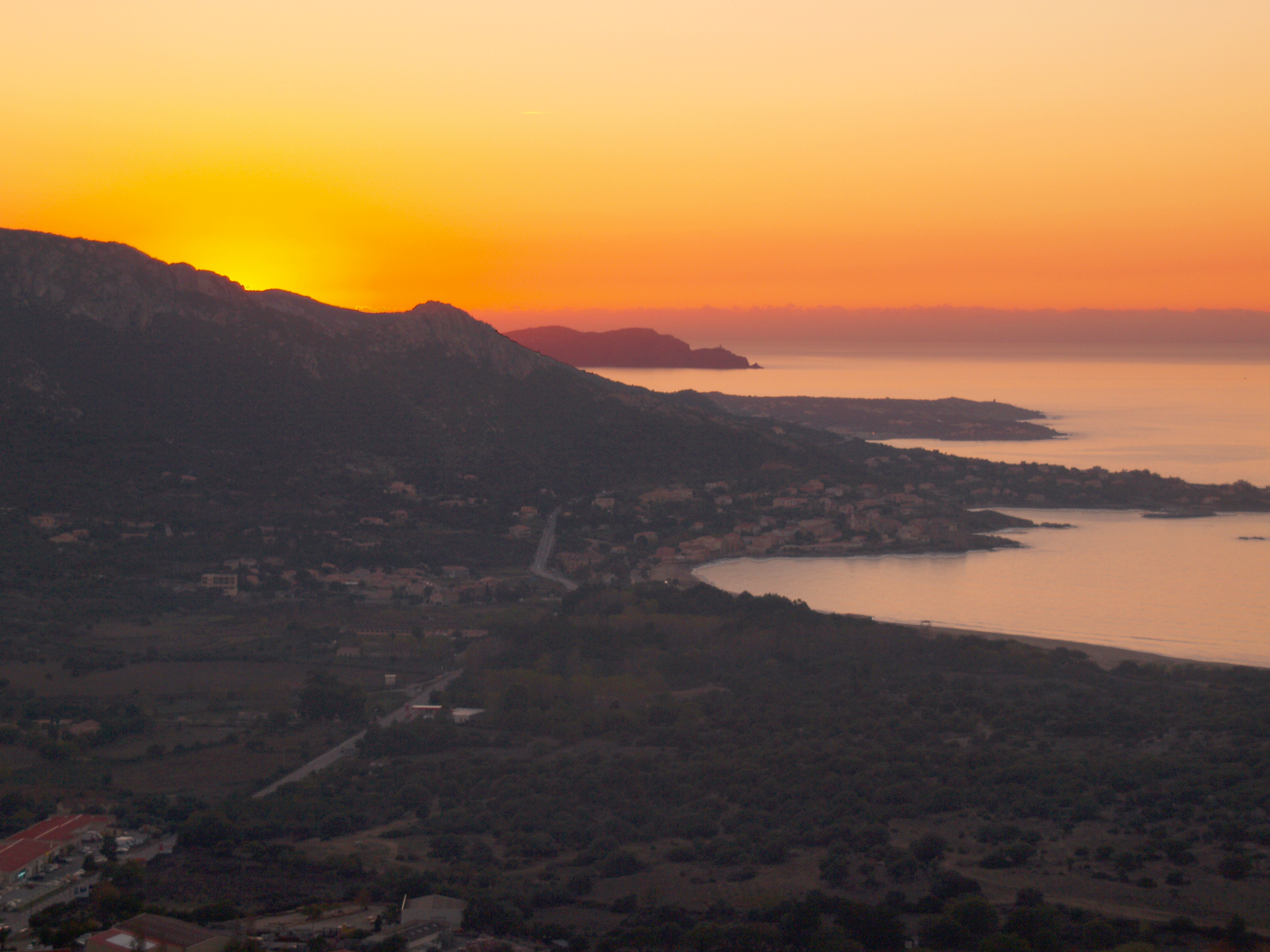
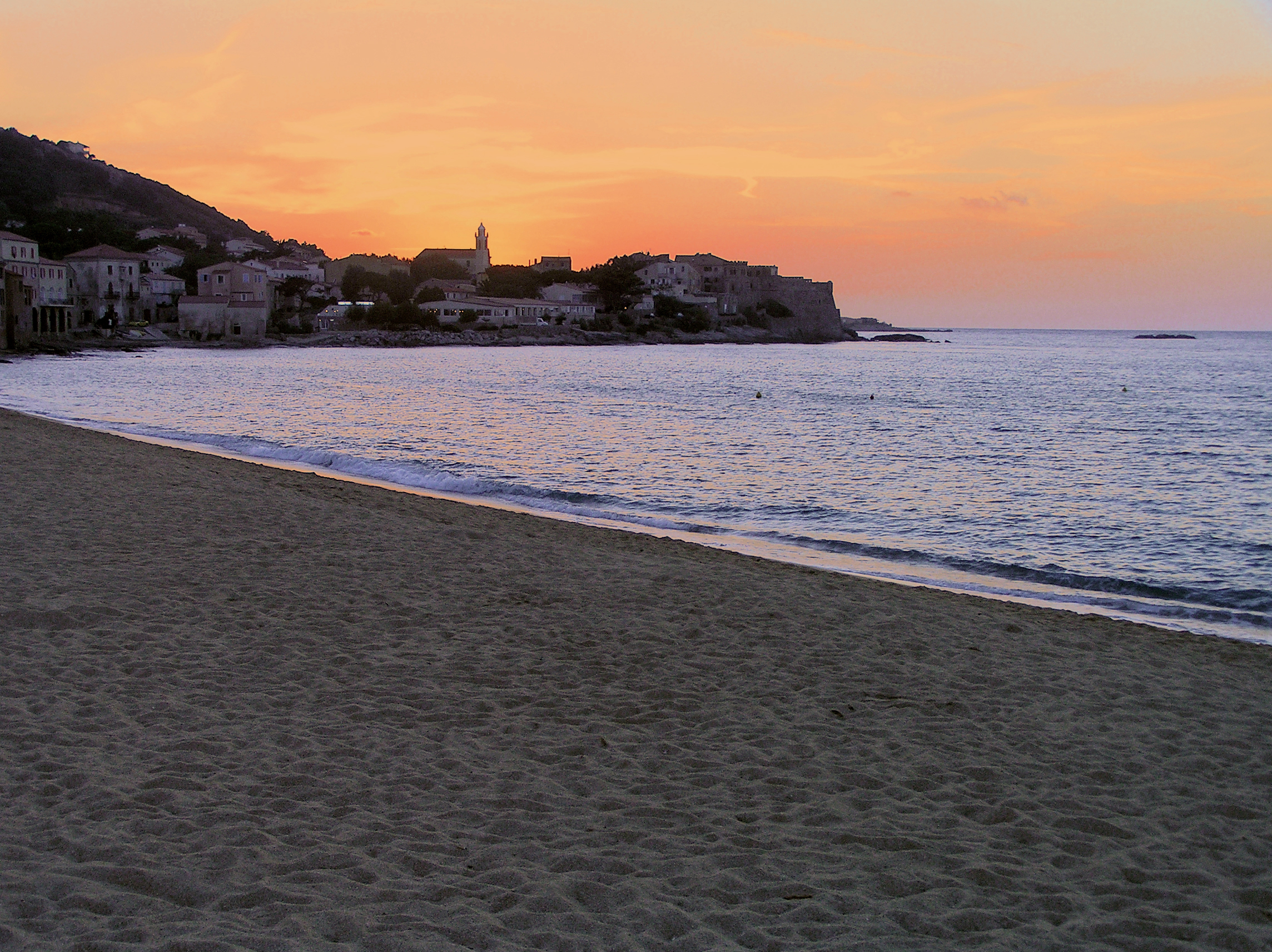